# Trapelus mutabilis
Trapelus mutabilis là một loài thằn lằn trong họ Agamidae. Loài này được Merrem mô tả khoa học đầu tiên năm 1820.

## Hình ảnh

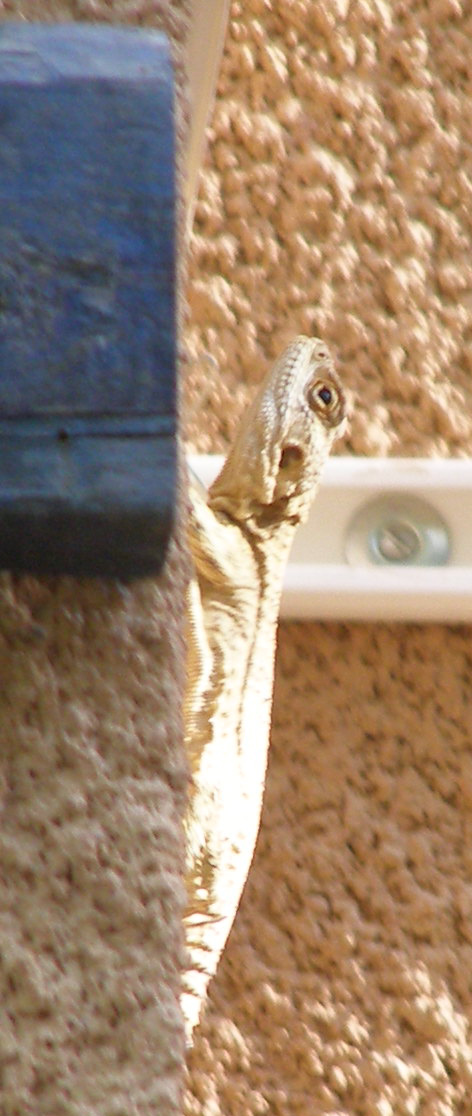
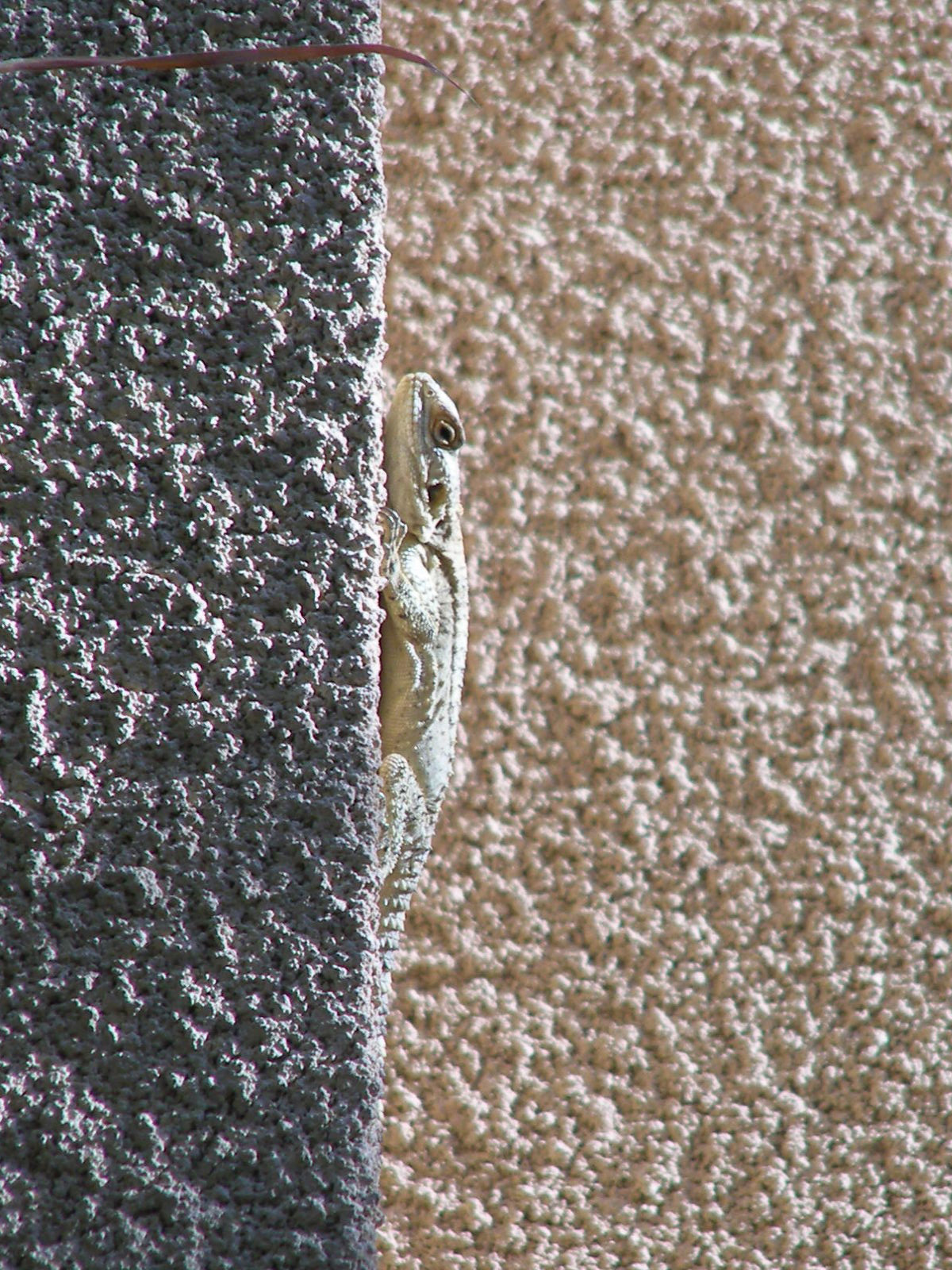
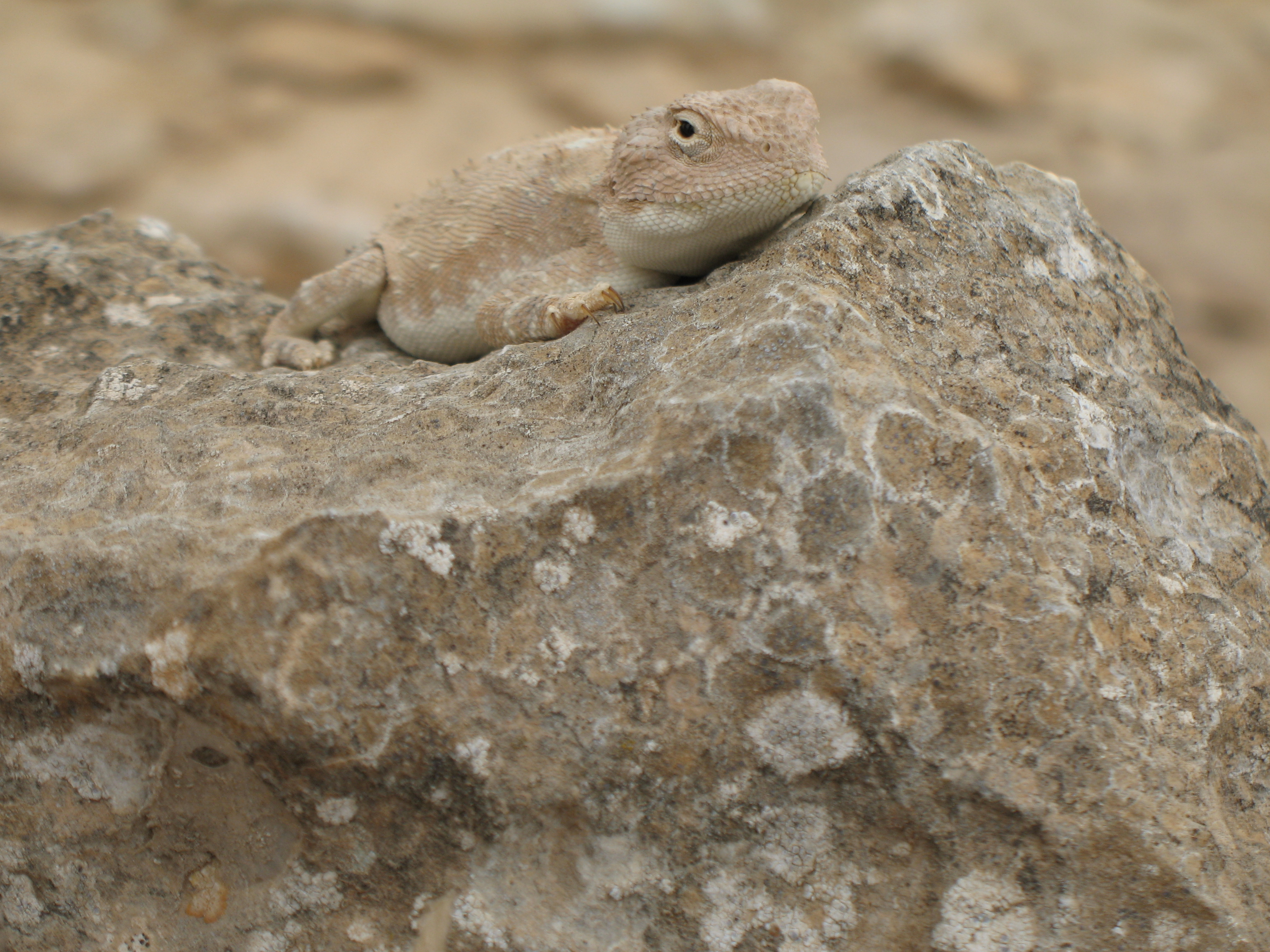
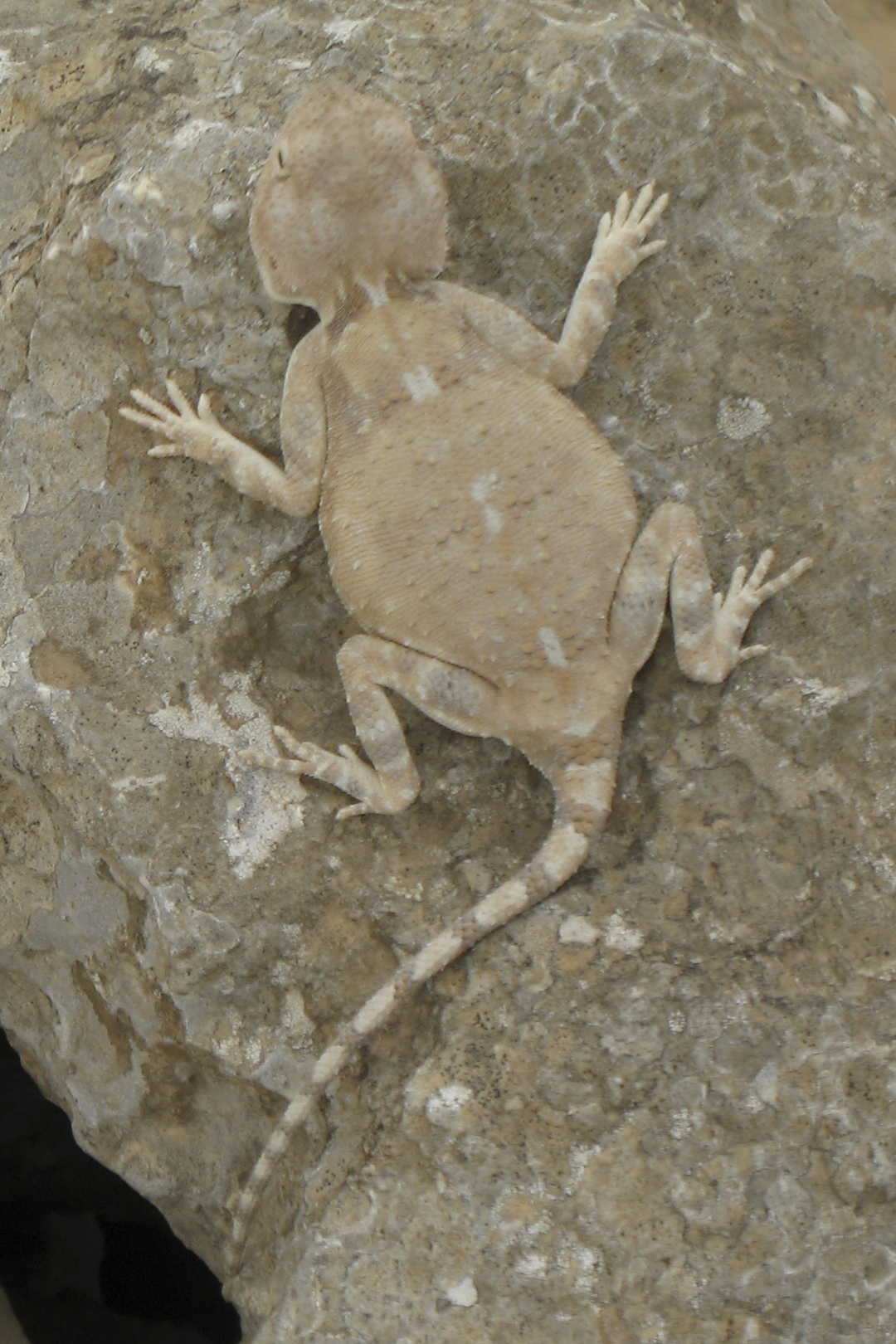